# تفشي الحمى القلاعية في كوريا الجنوبية
تفشي الحمى القلاعية في كوريا الجنوبية وقعت في كوريا الجنوبية في 2010-2011، مما أدى إلى إعدام مئات الآلاف من الخنازير (اعتبارًا من يناير 2011) في محاولة لاحتوائها. بدأ تفشي المرض في نوفمبر 2010 في مزارع الخنازير في آندونغ  مقاطعة غيونغسانغ الشمالية، وانتشر منذ ذلك الحين في البلاد بسرعة. تم تأكيد أكثر من 100 حالة إصابة بمرض الحمى القلاعية في البلاد، وبدأ المسؤولون الكوريون الجنوبيون في إعدام جماعي لما يقرب من 12 في المائة من مجموع الخنازير المحلية وعدد 107.000 من أصل ثلاثة ملايين رأس من الماشية لوقف تفشي المرض.
كجزء من عملية الإعدام أفادت بعض أقسام وسائل الإعلام الناطقة باللغة الإنجليزية أن حكومة كوريا الجنوبية قررت دفن ما يقرب من 1.4 مليون خنزير على قيد الحياة، مما أثار شكاوى من نشطاء الحيوانات. بدأت منظمة حقوق الحيوان الأمريكية حملات عبر الإنترنت بحجة أنه يجب تحصين الحيوانات بدلاً من دفنها حية.
قالت جويس دي سيلفا مديرة الشؤون العامة للتراحم في الزراعة العالمية إنهم «مرعوبون»، وجادلوا بأن ذلك يتعارض مع المبادئ التوجيهية الدولية بشأن الإعدام الإنساني، والتي يُزعم أن حكومة كوريا الجنوبية أيدتها. لكن وسائل الإعلام المحلية كانت قد أفادت فقط بوقوع حوادث دفن الخنازير حية، وأن مسؤولاً في وزارة الزراعة الكورية الجنوبية أكد وقوع بعض الحوادث، لكنها كانت قليلة، موضحاً أن «المسؤولين سارعوا إلى وقف الانتشار، وعدد الأشخاص المشاركين صغير جدًا بالنسبة للعملية»، وإلى أن يتم العثور على طريقة أكثر إنسانية لإعدام الخنازير المصابة سيتعين على الحكومة أن تلجأ إلى دفن الحيوانات المصابة حية لأن «الحكومة تعمل مؤقتًا من أدوية القتل الرحيم».
في 12 يناير 2011 ذكر المسؤولون المحليون أن أكثر من مليار دولار أمريكي من قيمة الماشية قد فقدت حتى الآن بسبب المرض، بما في ذلك جهود الحكومة لوقف انتشار المرض. وبحسب كيم جاي هونغ أستاذ العلوم البيطرية في جامعة سيول الوطنية فإن تفشي المرض هو «الأخطر في تاريخ كوريا» ومن الصعب تحديد متى سيتم وقف انتشار المرض، وقال إن «أكثر الشيء المهم الآن هو التحكم في حركة الدخول والخروج من بيوت المزارع المتضررة، وتطهير السيارات في جميع أنحاء المنطقة تمامًا».
كشف معهد المواطنين الكوري الجنوبي للدراسات البيئية عن 32 مكانًا بها حيوانات ميتة مدفونة حول 4 منشآت لمياه الشرب في جيونج جي دو.